# コリン・キャンベル・クーパー
コリン・キャンベル・クーパー（Colin Campbell Cooper、1856年3月8日 - 1937年11月6日）はアメリカ合衆国の画家である。大都会の摩天楼のある風景を描いた作品などで知られる。

## 略歴
フィラデルフィアの裕福な家に生まれた。父親はアイルランド系の医師、法律家で、母親はアマチュア画家で、両親はクーパーの芸術家になる希望を支援した。フィラデルフィアのペンシルベニア美術アカデミーに入学し、トマス・エイキンズに学んだ。1886年に、オランダ、ベルギー、イギリスを旅した後、1890年までパリに滞在し、アカデミー・ジュリアンで、アンリ＝リュシアン・ドゥセ、ウィリアム・アドルフ・ブグローとジュール・ジョゼフ・ルフェーブルに学んだ。

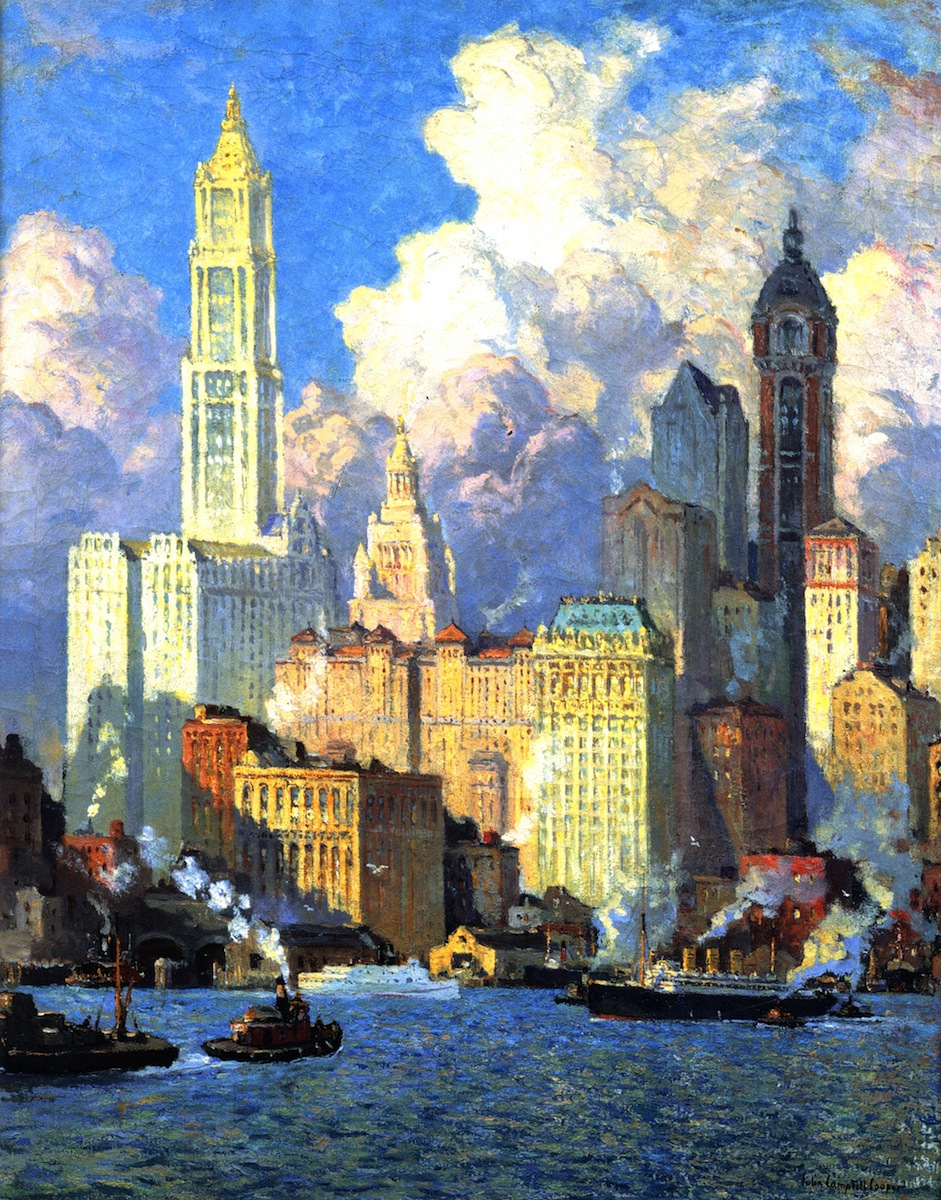
ハドソン河畔

アメリカに帰国した後、1895年から1898年まで後にドレクセル大学となる科学産業大学で教えた。夏の間はオランダの芸術家村となっていた、ラーレンやドルトレヒトへ旅して絵を描いた。ドルトレヒトでアメリカ人画家のエマ・ランパートと知り合い、1897年に結婚した。1898年から1890年の間は夫婦でオランダで暮らし、ベルギーや北フランスの風景も描いた。この頃から印象派のスタイルの画風となった。
1900年からアメリカ合衆国で活動し、フィラデルフィアで暮らした後、1904年にニューヨークに移った。ニューヨークに移ってからは摩天楼のある風景を題材に選び、展覧会で大きな成功を収めた。フレデリック・チャイルド・ハッサムとともに、アメリカにおける印象派の代表的な画家となった。フランス政府もクーパーの作品を買い上げ、リュクサンブール美術館で展示した。ニューヨークタイムズは1911年にクーパーを"the skyscraper artist par excellence of America"（「アメリカの誇る摩天楼の画家」）と賛辞を贈った。
クーパー夫妻はしばしば長い旅行を行ったが、1912年、タイタニックの生存者の救助活動をした客船汽船カルパチアにたまたま乗船していた。夫妻は遭難者のために部屋を譲った。後に何点かのこの遭難を描いた絵を描いた。
1920年に妻が没した後は気候のいいカリフォルニア州南部のサンタバーバラで暮らした。1920年代にもしばしばヨーロッパを旅した。1927年に再婚した。1937年に81歳でサンタバーバラで没した。

## 作品

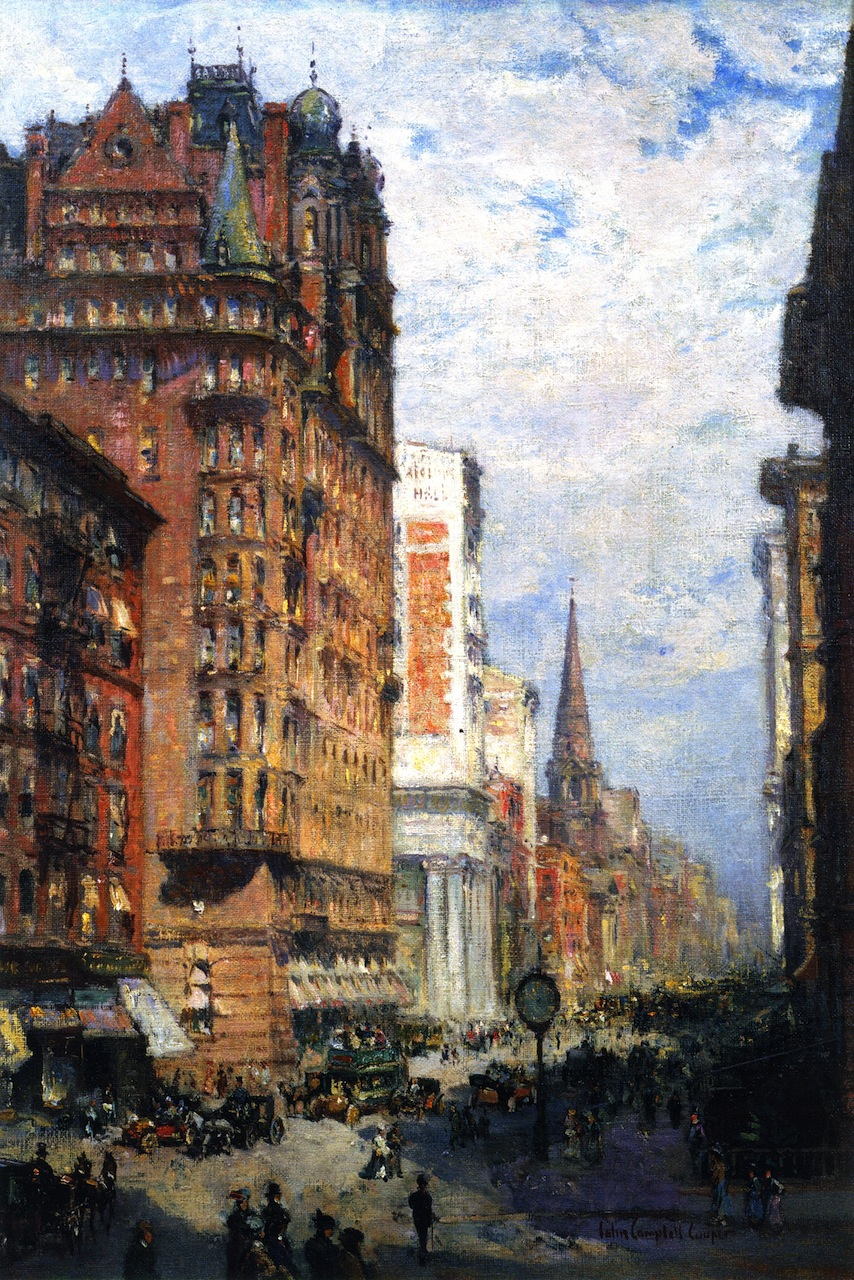
Fifth Avenue, New York City
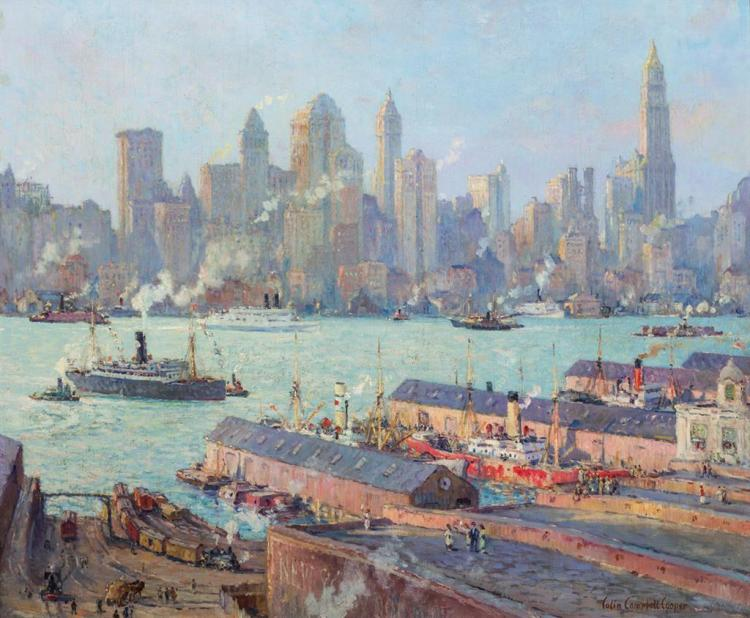
New York from Brooklyn
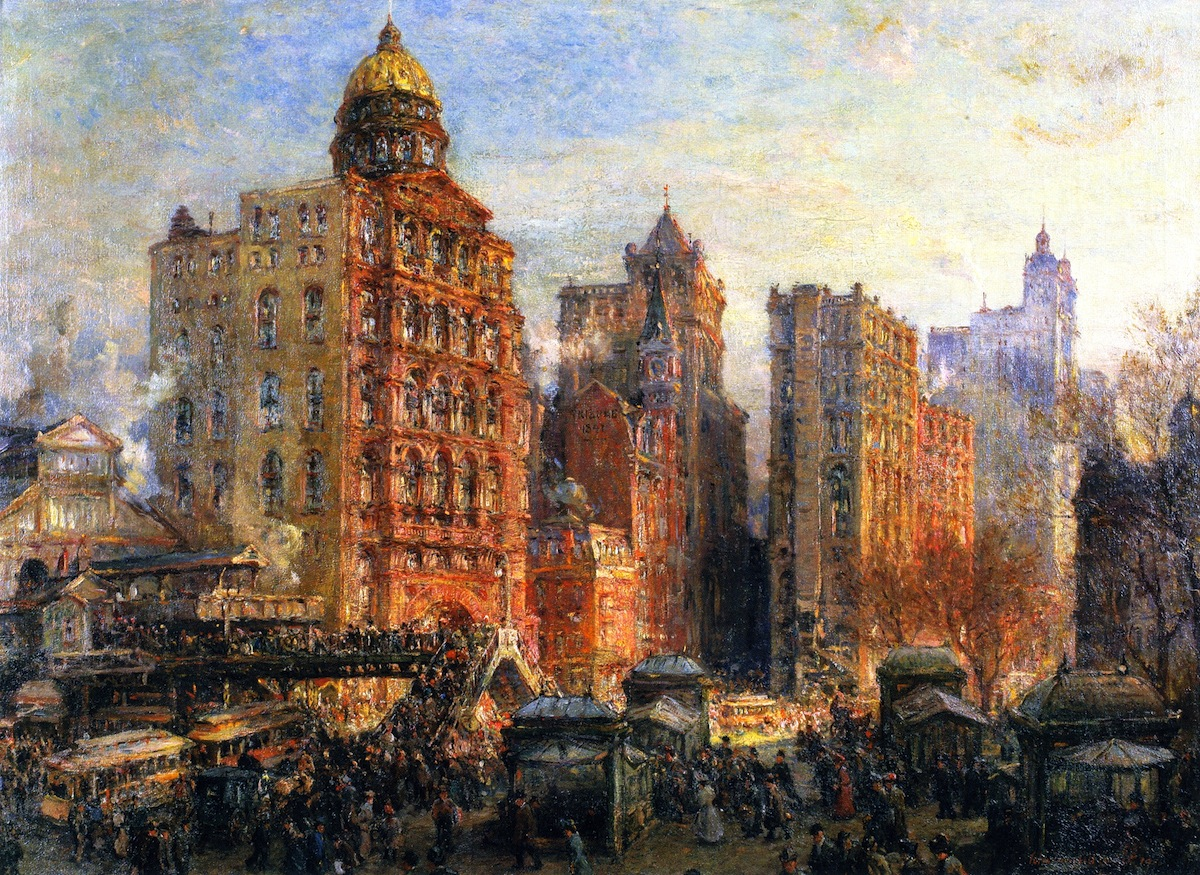
The Rush Hour, New York City
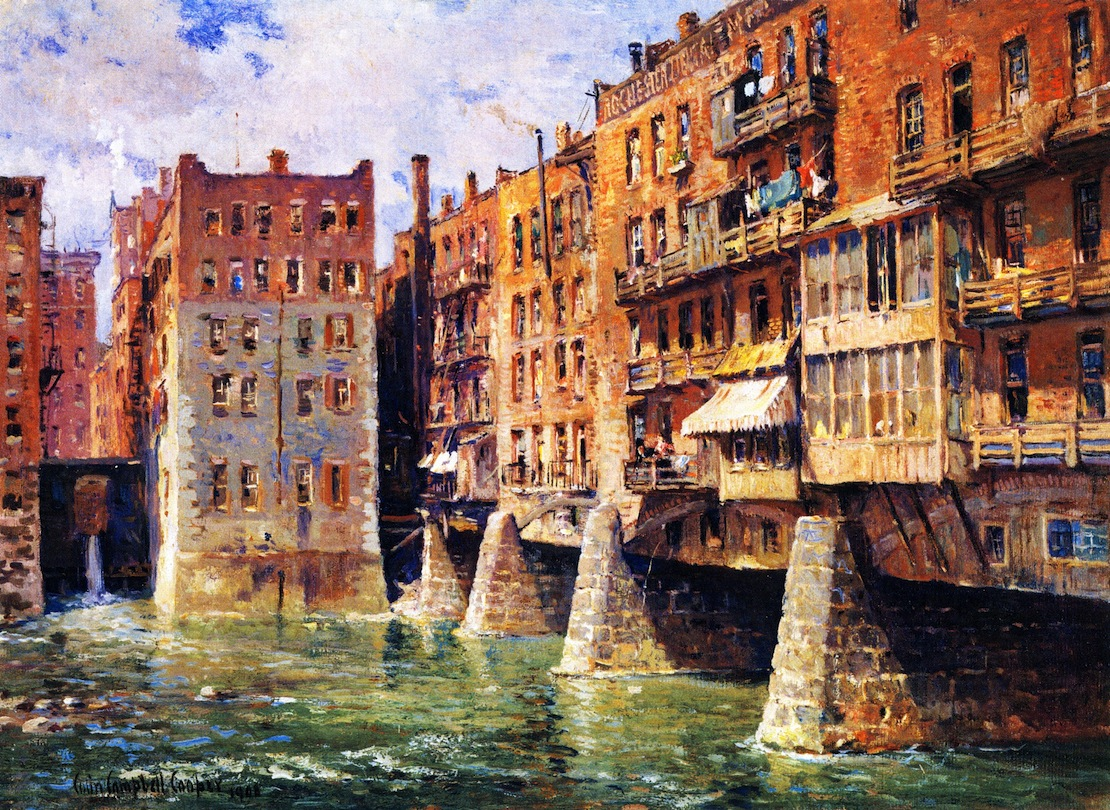
Main Street Bridge, Rochester, New York
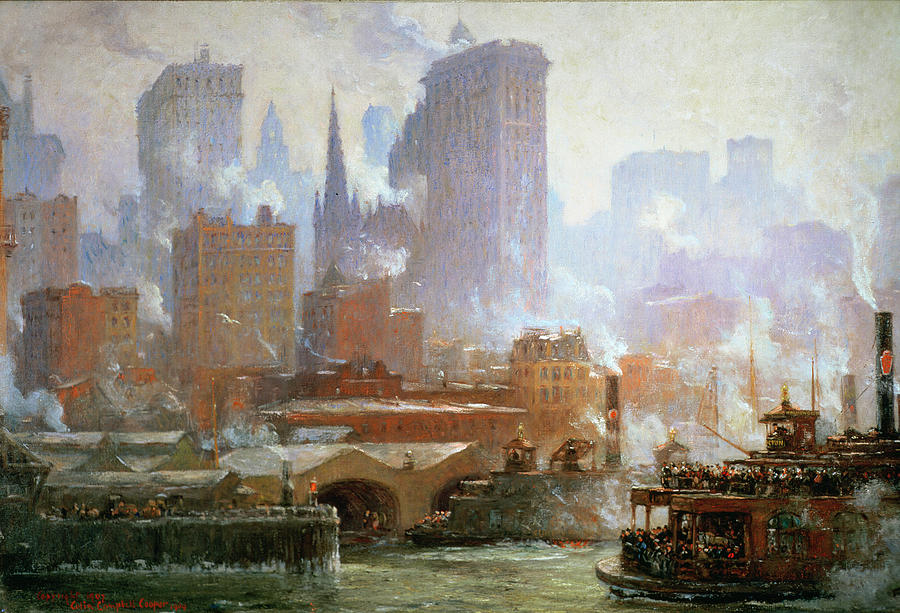
The Wallstreet Ferry Ship
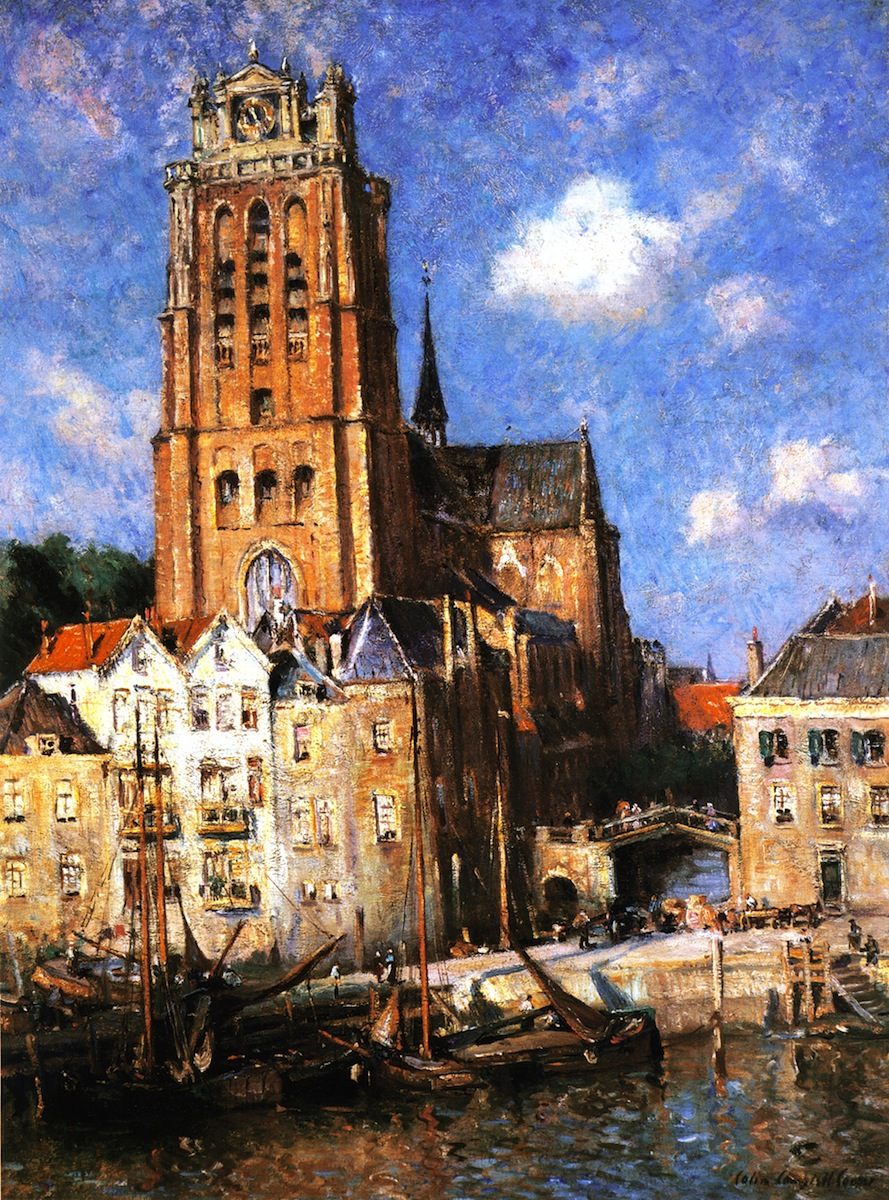
Dordrecht Harbor
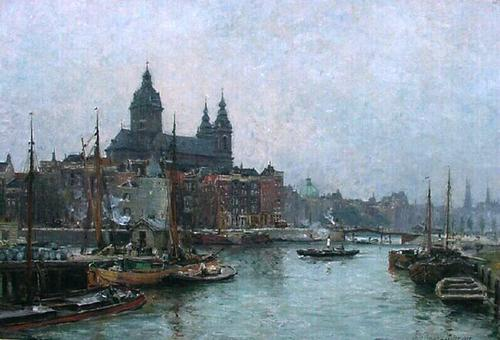
Amsterdam
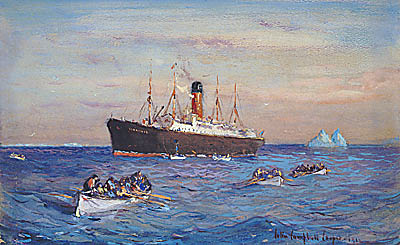
汽船カルパチアによる救助